# Adaptation (The Walking Dead)
«Adaptación» —título original en inglés: «Adaptation»— es el noveno episodio y el estreno de mitad de temporada de la novena temporada de la serie de televisión posapocalíptica, horror The Walking Dead. En el guion estuvo cargo Corey Reed y Greg Nicotero dirigió el episodio. el episodio salió al aire en el canal AMC el 13 de febrero de 2019. Fox hará lo propio en España e Hispanoamérica el día siguiente, respectivamente. El episodio estuvo disponible una semana antes del 3 de febrero a través de AMC Premiere, el servicio a pedido de la red.

## Trama
Daryl, Michonne, y los dem̟ás logran alejar a los caminantes del cementerio, matando a cuatro humanos disfrazados más, recuperando el cuerpo Jesús la máscara del humano que lo mató al salir lo mato Daryl. Cuando el grupo regresa a Hilltop, ven a seis caminantes más que los siguen y atraen al grupo a una confrontación en un puente cubierto. Tres de los "caminantes" resultan ser más humanos disfrazados. Daryl y Michonne matan a dos, mientras que la tercera, una joven, se rinde y es llevada prisionera a Hilltop. Antes de que puedan llegar, Tara, Alden y los otros planean buscar a sus amigos en grupos. Luke le pregunta si puede ayudar, ya que el resto del grupo de Magna ya está echando una mano. Alden y Luke partieron.
Finalmente, el grupo de Michonne regresa a Hilltop y se discute la nueva amenaza de humanos disfrazados de caminantes. La niña está encerrada e interrogada, pero afirma que todos los demás que supo murieron en el cementerio y el puente. Eugene es llevado a la enfermería para repararse de su pierna. Mientras lo ayuda, Rosita se enferma y sale corriendo, seguida de Siddiq. Rosita le dice a Siddiq que cree que está embarazada de su hijo, quien ha tenido una atracción romántica por Rosita, Eugene escucha por casualidad. Hilltop se prepara para enterrar el cuerpo de Jesús y Daryl, molesto por la pérdida, se apresura a interrogar a la niña de nuevo al oído de Henry, quien también está encerrado por transgresiones pasadas. Daryl encuentra que la madre de la niña todavía puede estar ahí afuera, conduciendo caminantes en contra de las diversas comunidades. Después de que Daryl se va, la niña se presenta como Lydia a Henry y los dos comienzan a conocerse; Daryl escucha esta conversación.
En Alexandria, Negan encuentra a la comunidad casi vacía y reúne algunos suministros, incluyendo una brújula que toma de la habitación de Judith. Cuando está a punto de escalar los muros de Alexandría, Judith aparece, amenazando con dispararle. Negan le suplica que lo deje ir, pero ella le advierte que no hay nada fuera de las paredes para él. Sin embargo, Judith le permite huir, permitiéndole mantener la brújula si alguna vez pierde el rumbo, advirtiendo que ella le disparará si lo vuelve a ver. Negan vuelve sobre sus pasos hacia el Santuario, pasando brevemente en el área donde había matado a Glenn Rhee y Abraham Ford, pero se enferma con la memoria. Al llegar al Santuario, lo encuentra completamente abandonado, excepto por un caminante de uno de sus antiguos lugartenientes salvadores, atrapado afuera. Negan intenta ponerse cómodo, pero cuando el caminante es arrastrado hacia un pequeño grupo de salvadores reanimados, Negan mata a los otros caminantes. Sin embargo, mira la brújula que tomó de Judith, se da cuenta de la locura de vivir allí, y procede a matar a su antiguo agente y recuperar una motocicleta que había escondido allí. En el camino de regreso a Alexandría, Negan encuentra a Judith esperándo y ella le dispara sin causarle lesiones. Negan admite que Judith tenía razón y planea regresar voluntariamente a Alexandria y le devuelve su brújula ya que ya no sabe qué hacer consigo mismo.
Alden y Luke discuten la presentación de un espectáculo para la próxima feria cuando Luke encuentra flechas de Yumiko incrustadas en los árboles; siguen las flechas, sabiendo que una manada de caminantes está cerca y mantienen su distancia. Sin embargo, las flechas los dibujan directamente en una parte densa de un bosque donde los humanos con máscaras de caminante los rodean. Uno de los humanos reveló que el sendero de la flecha fue colocado por ellos, blandiendo una escopeta recortada hacia ellos y proclama: "El rastro termina aquí".

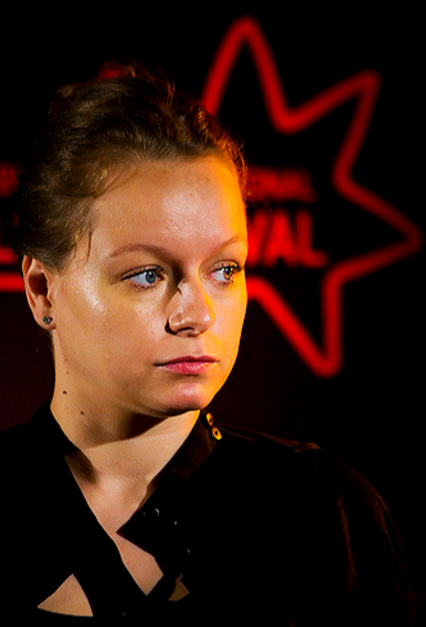
Este episodio marca el debut de Samantha Morton como Alpha, la líder de los Susurradores.

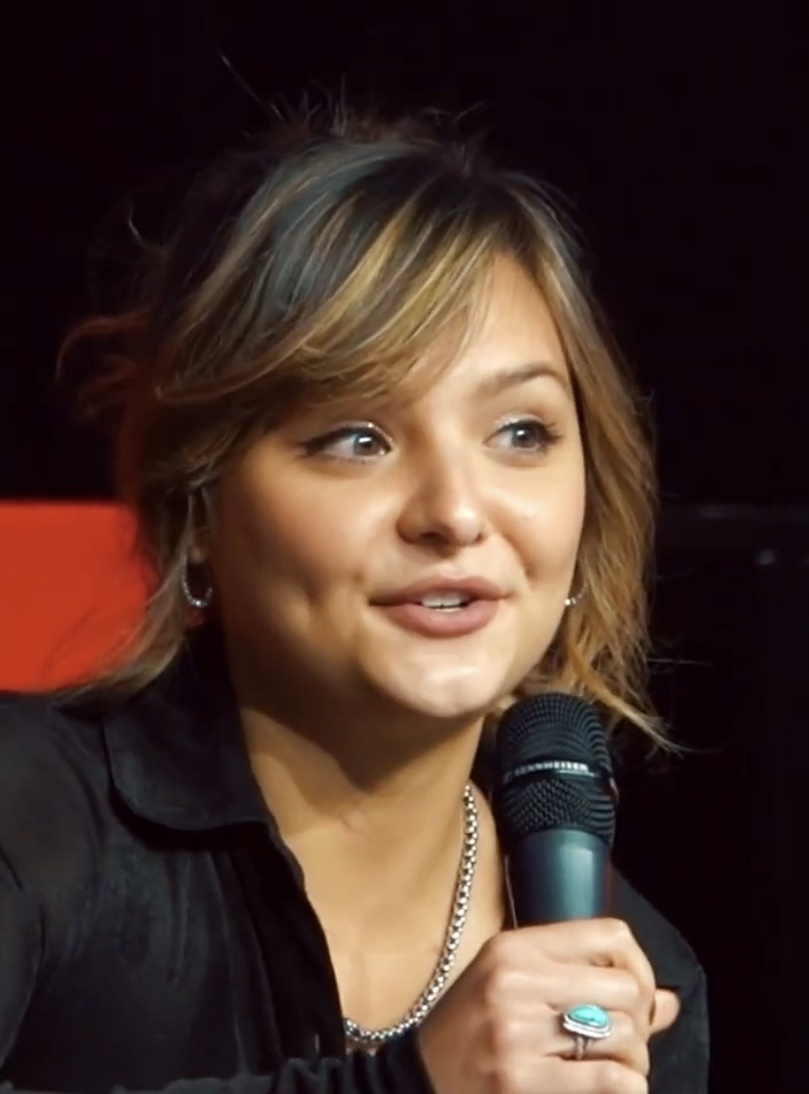
Este episodio también marca el debut de Cassady McClincy como Lydia, la hija de Alpha.

## Producción
Los actores Melissa McBride (Carol Peletier), Seth Gilliam (Gabriel Stokes) y Khary Payton (Ezekiel) no aparecen en este episodio pero igual sus nombres aparecen en los créditos de apertura. Este episodio marca la primera aparición de Samantha Morton como Alpha, la líder de los Susurradores. Su casting se anunció por primera vez en julio de 2018. Cassady McClincy hace su primera aparición como Lydia, la hija de Alpha. El actor Tom Payne, quien interpreta a Paul "Jesús" Rovia su personaje fue asesinado en el episodio anterior y su personaje fallecido, aparece como cadáver. La guionista Angela Kang dijo: "Tom fue genial. Podríamos haber hecho un maniquí o algo así. Él me dijo: 'Lo haré si quieres que lo haga. Si quieres que yo sea el cuerpo en el estaré allí'".

## Recepción

### Recepción crítica
"Adaptación" recibió críticas positivas de los críticos. En Rotten Tomatoes, el episodio tiene un índice de aprobación del 91% con una puntuación promedio de 6.77 sobre 10, basado en 22 comentarios. El consenso crítico dice: "'Adaptation arrastra de forma escalofriante a los Susurradores más allá de su camuflaje en descomposición hasta un efecto escalofriante y se burla de la redención del irredimible Negan, lo que se suma a un retorno sólido y satisfactorio para The Walking Dead".

### Calificaciones
"Adaptation" recibió una audiencia total de 5.16 millones con una calificación de 2.0 en adultos de 18 a 49 años. Fue el programa de cable mejor calificado de la noche y el episodio aumentó en audiencia desde el final de la temporada media desde noviembre de 2018.